# 제46회 베를린 국제 영화제
제46회 베를린 국제 영화제는 1996년 2월 15일에 열린 시상식이다.

## 수상 및 후보

### 황금곰상
- 센스 앤 센서빌리티 - 이안 수상

### 은곰상:심사위원상
- 말라이스라카리 - 카타리이나 릴크비스트 수상

### 은곰상:감독상
- 태양유이 - 엄호 수상
- 리차드 3세 - 리처드 론크레인 수상

### 은곰상:여자연기자상
- 내 안의 남자 - 아눅 그린버그 수상

### 은곰상:남자연기자상
- 데드 맨 워킹 - 숀 펜 수상

### 은곰상:예술공헌상
- 홀리 위크 - 안제이 바이다 수상

### 황금곰상:단편영화상
- 어라이벌 오브 더 트레인 - 안드레이 체레스니아코브 수상

### 황금곰상:명예황금곰상
- Jack Lemmon 수상
- Elia Kazan 수상

### 은곰상:알프레드 바우어상
- 질식된 삶들 - 릭키 토나찌 수상

### 은곰상:공헌상
- 그림 속 나의 마을 - 히가시 요이치 수상

### 베를린카메라상
- Tschingis Aitmatov 수상
- Jodie Foster 수상
- Sally Field 수상
- Astrid Henning-Jensen 수상
- Volker Noth 수상

### 블루 엔젤상
- 아름다운 청춘 - 보 비더버그 수상